# Онн Бин Джафар
Сэр Онн Бин Джафар (малайск. Onn bin Jaafar; 12 февраля 1895, Джохор-Бару — 19 января 1962, там же) — государственный и политический деятель Малайзии. Президент старейшей партии Малайзии — Объединенная малайская национальная организация (1946—1951). Глава правительства (главный министр) султаната Джохор (1947—1950). Основатель Объединённой малайской национальной организации (ОМНО, 1946).

## Биография

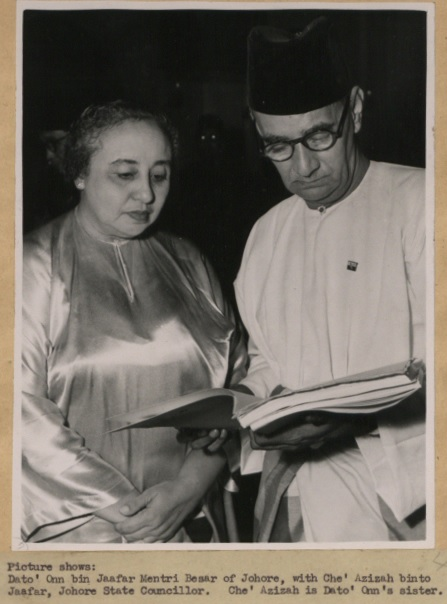
Онн Бин Джафар с сестрой. 1948

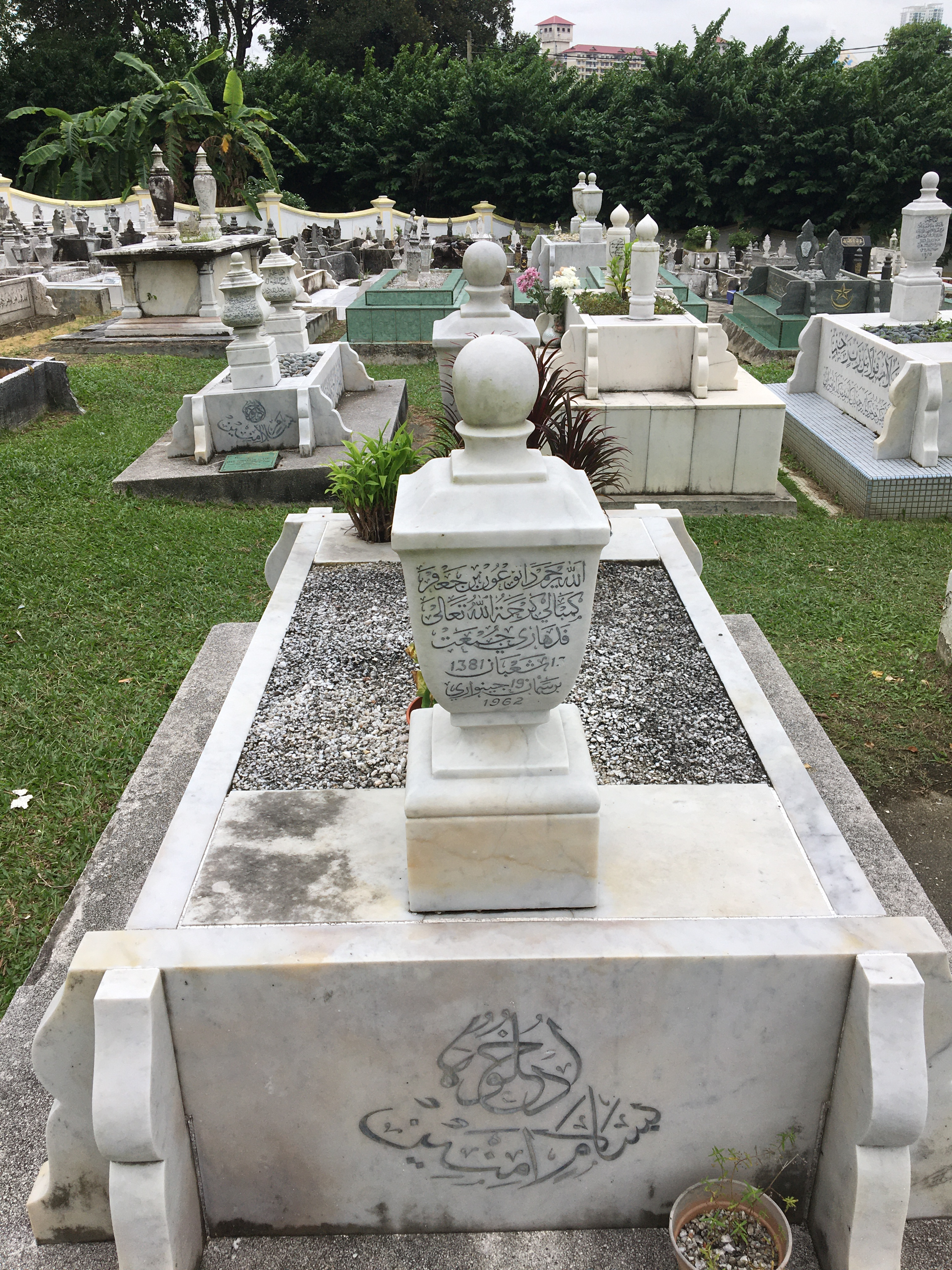
Могила Онн Бин Джафара

Родился в аристократической семье, сын главного министра султаната Джохор и одной из его пяти супруг, родом с Кавказа, отправленной в Малайю османским двором в качестве черкесской красавицы. Онн Джафар воспитывался при дворе султана Ибрагима, а образование получил в Великобритании и Малайе. После завершения обучения работал правительственным чиновником в Джохоре.
С 1917 года служил в вооруженных силах Джохора.
В конце 1930-х годов сблизился с националистическими малайскими организациями, во время Второй мировой войны — с левонационалистической организацией Объединение индонезийцев Полуостровной Малайи. По окончании войны возглавил коммуналистское движение малайцев, в 1946 году основал и возглавил Объединённую малайскую национальную организацию (ОМНО).
В 1947 году занял пост главного министра (Главы правительства) Джохора. В конце 1940-х годов предложил превратить ОМНО в партию, членами которой могли бы быть и немалайцы, однако не получил поддержки.
В 1951 году вышел из ОМНО и апреле того же года основал Партию независимой Малайи, ориентированную на завоевание поддержки различных этносов, проживающих на территории Малайзии, но не добился успеха на выборах.
В феврале 1954 года основал Партию Отечества (Parti Negara), представлявшую интересы избирателей-малайцев. На первых парламентских выборах независимой Малайи в 1959 году партия потерпела поражение, получив лишь одно место в парламенте.
Член Парламента Малайзии (1959—1962).
Издавал газеты «Малайская трибуна» («Lembaga Malaya») и «Малайский отчёт» («Warta Malaya»).